# Ivo Lola Ribar

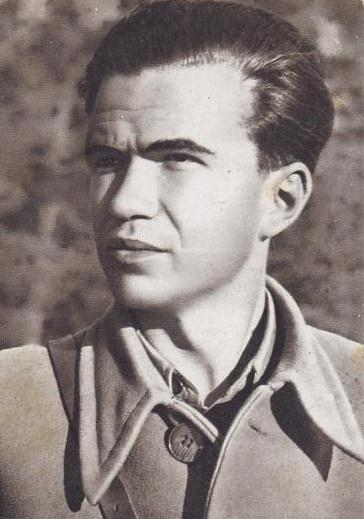
Ivo Lola Ribar

Ivan Ribar "Ivo Lola" (Servisch: Иво Лола Рибар) (Djakovo, 23 april 1916 - Glamocko Polje, 27 november 1943) was een Joegoslavisch politicus.
Ribar studeerde rechten aan de Universiteit van Belgrado. Tijdens zijn studie werd hij lid van de illegale Communistische Partij van Joegoslavië. Vanaf 1937 leidde hij de jeugdafdeling van de partij en bezocht communistische conferenties in het buitenland (in Brussel in 1935, in Genève in 1936 en in Parijs in 1937).
In 1940 werd hij door de Joegoslavische autoriteiten opgepakt en opgesloten in Bihac vanwege zijn communistische activiteiten. Later dat jaar kwam hij aan het hoofd te staan van de Bond van Jonge Communisten (SKOJ). 
Tijdens de Tweede Wereldoorlog bleef Ribar de SKOJ leiden. Hij werd hij ook benoemd tot lid van het Centraal Comité van de partij en het opperbevel van de partizanenbeweging van Tito.
Toen hij in 1943 in Glamocko Polje, in Zuidwest-Bosnië, op het punt stond het vliegtuig naar Caïro te nemen, werd hij gedood. Na de oorlog werd hij uitgeroepen tot nationale held.
Ribars vader Ivan Ribar bekleedde belangrijke functies in zowel het vooroorlogse Koninkrijk als de naoorlogse Joegoslavische Socialistische Federatie.

## Motorfietsen
Na de oorlog werd ook een motorfietsmerk naar hem vernoemd. De Ivo Lola Fabrieken, Zeleznik, Belgrado, produceerde vanaf 1956 123 cc Vespa-scooters in licentie.
- Bibliothèque nationale de France: cb101203895 (data)
- Gemeinsame Normdatei: 124131832
- International Standard Name Identifier: 0000 0000 3470 754X
- Library of Congress Control Number: n82082852
- Nationale en Universitaire bibliotheek Zagreb: 000024002
- Nederlandse Thesaurus van Auteursnamen: 236365347
- Virtual International Authority File: 5857877
- WorldCat: E39PBJfcKjHDY3CYXF46BxkdQq